# BB Alsthom
 (août 2013).
Si vous disposez d'ouvrages ou d'articles de référence ou si vous connaissez des sites web de qualité traitant du thème abordé ici, merci de compléter l'article en donnant les références utiles à sa vérifiabilité et en les liant à la section « Notes et références ».

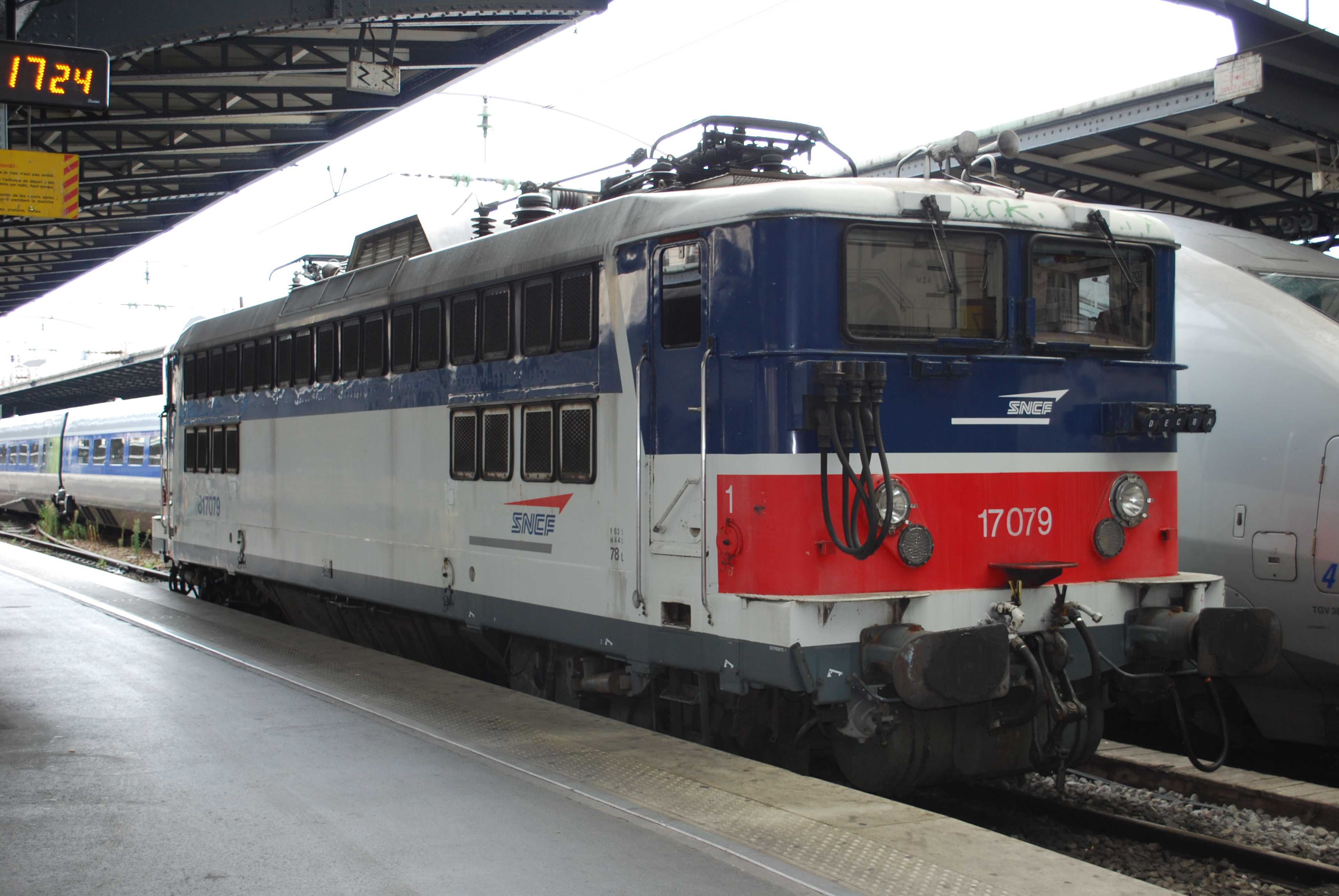
Une BB 17000 à la gare de l'Est.

Les BB Alsthom sont une famille de locomotives électrique commandées par la SNCF à Alsthom dans les années 1960. Elles ont reçu le surnom de danseuses en raison de leur mauvaise suspension.
Elles ont en commun le châssis et un double rapport d'engrenage marchandise - voyageur. Leur vitesse maximale est de 140 km/h en mode voyageur.
Elles ont été commandées à une période où la SNCF électrifiait les grandes artères du Nord et de l'Est ; à partir de 1964, elles seront également utilisées sur le reste du réseau.
Elles ont assuré tous les types de trains de la SNCF, mais principalement des trains de fret, trains de desserte régionale et des trains de banlieue en Île-de-France.
Quelques locomotives ont été reconverties en machine de manœuvre.

## Variantes
Cette famille inclus les séries suivantes :
Note : HS signifie "hors-service".
Courant continu 1500 V
BB 8500 (HS sauf 2, transformées en chasse neige)
BB 8700 (HS)
BB 88500 (HS) : BB 8500 (châssis court) reconverties en machine de manœuvre
25kV monophasé
BB 16500 (HS)
BB 17000 (HS)
Bicourant 1 500 V/25 kV
BB 25500 (HS)
Bifréquence 25 kV 50Hz/15 kV 16 2/3 Hz
BB 20200 (HS)

### Générations
Il existe trois générations de BB Alsthom ; la seconde génération introduit une caisse unifiée avec deux rangées de persiennes ; la troisième génération emploie un châssis plus long.

#### Première génération, à partir de 1958
- BB 16500, 294 exemplaires (en comptant les deux prototypes ci-dessous qui furent remis au type après leur période d'essais)
- BB 20004, un exemplaire ; prototype bicourant
- CC 10002, un exemplaire ; prototype à bogies de trois essieux

#### Seconde génération, à partir de 1964
- BB 17000, 105 exemplaires (ensemble de la série)
- BB 8500, 87 exemplaires (début de la série)
- BB 25500, 88 exemplaires (début de la série)
- BB 20200, 13 exemplaires (ensemble de la série)

#### Troisième génération, à partir de 1972
- BB 8500, 58 exemplaires (fin de la série)[1]
- BB 25500, 106 exemplaires (fin de la série)

## Galerie

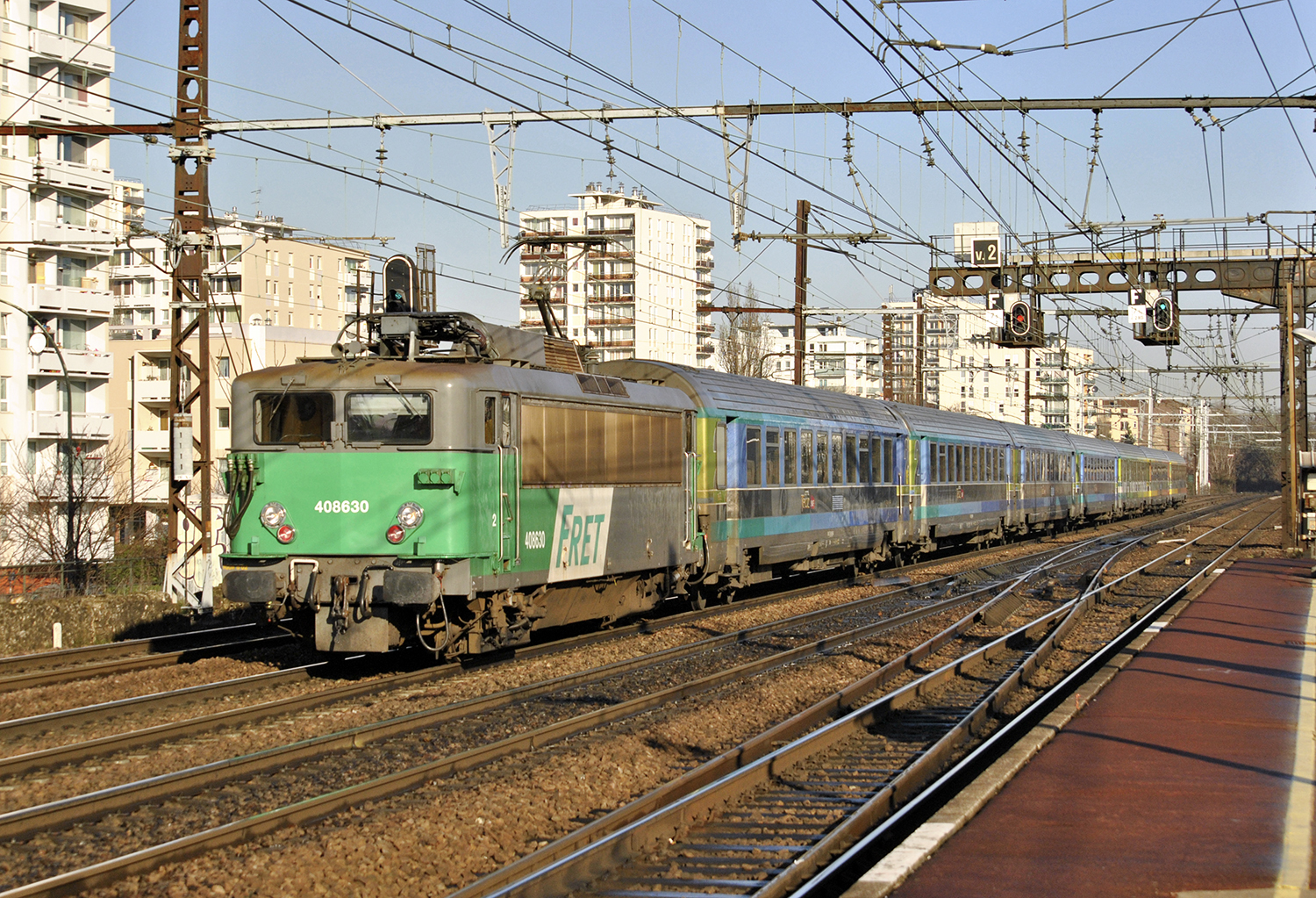
BB 8500 (châssis long).
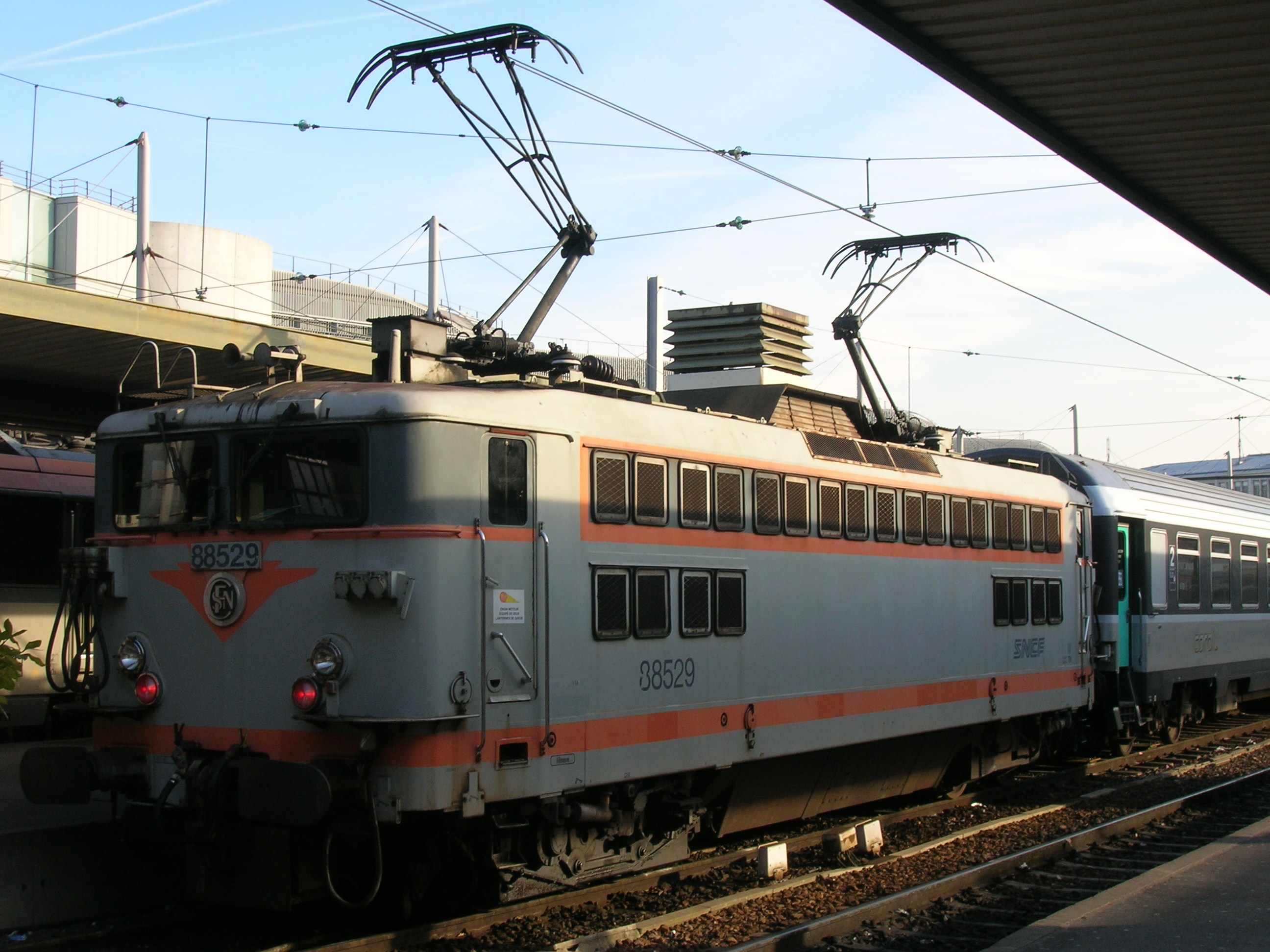
BB 88500.
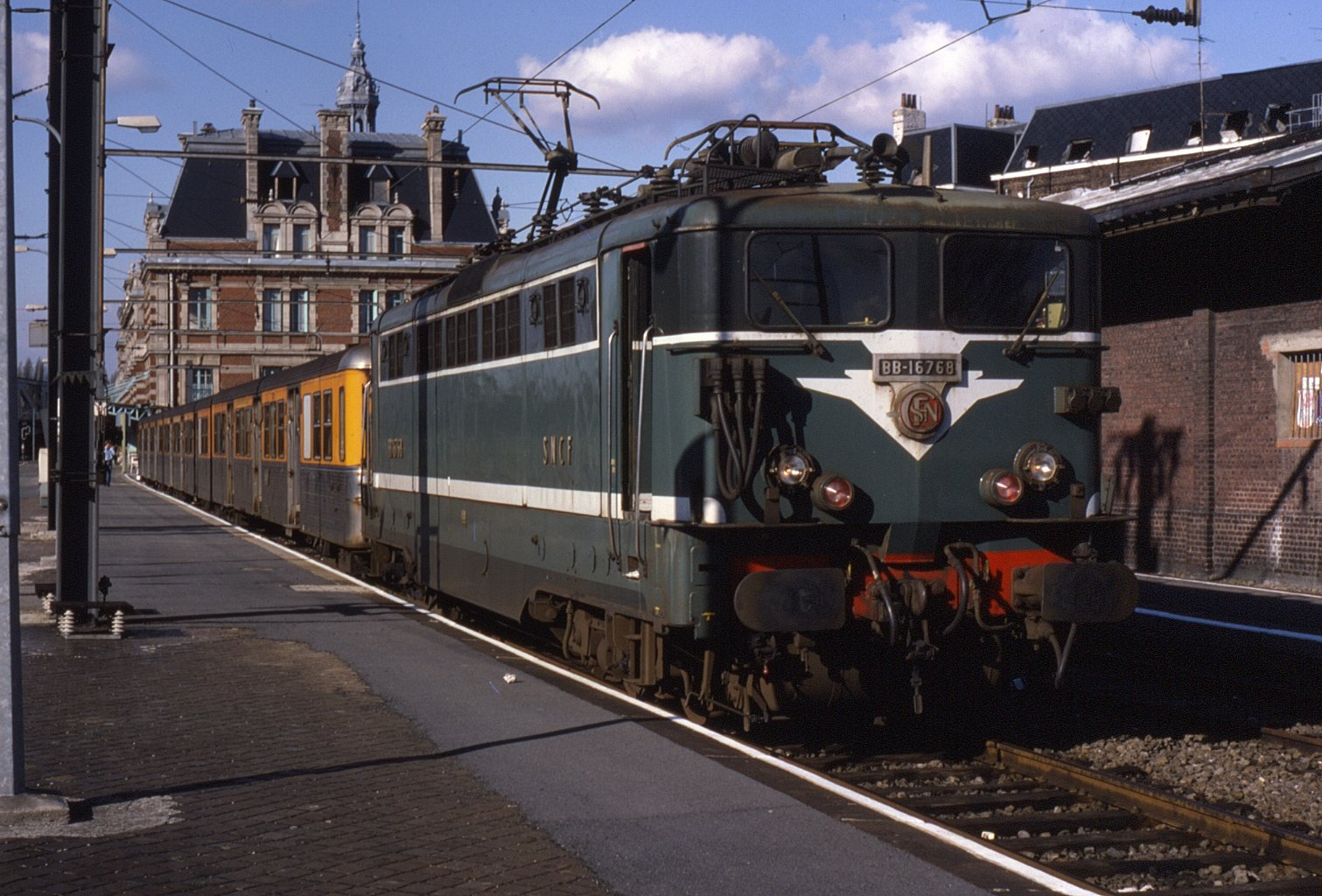
BB 16500 (persiennes d'origine).
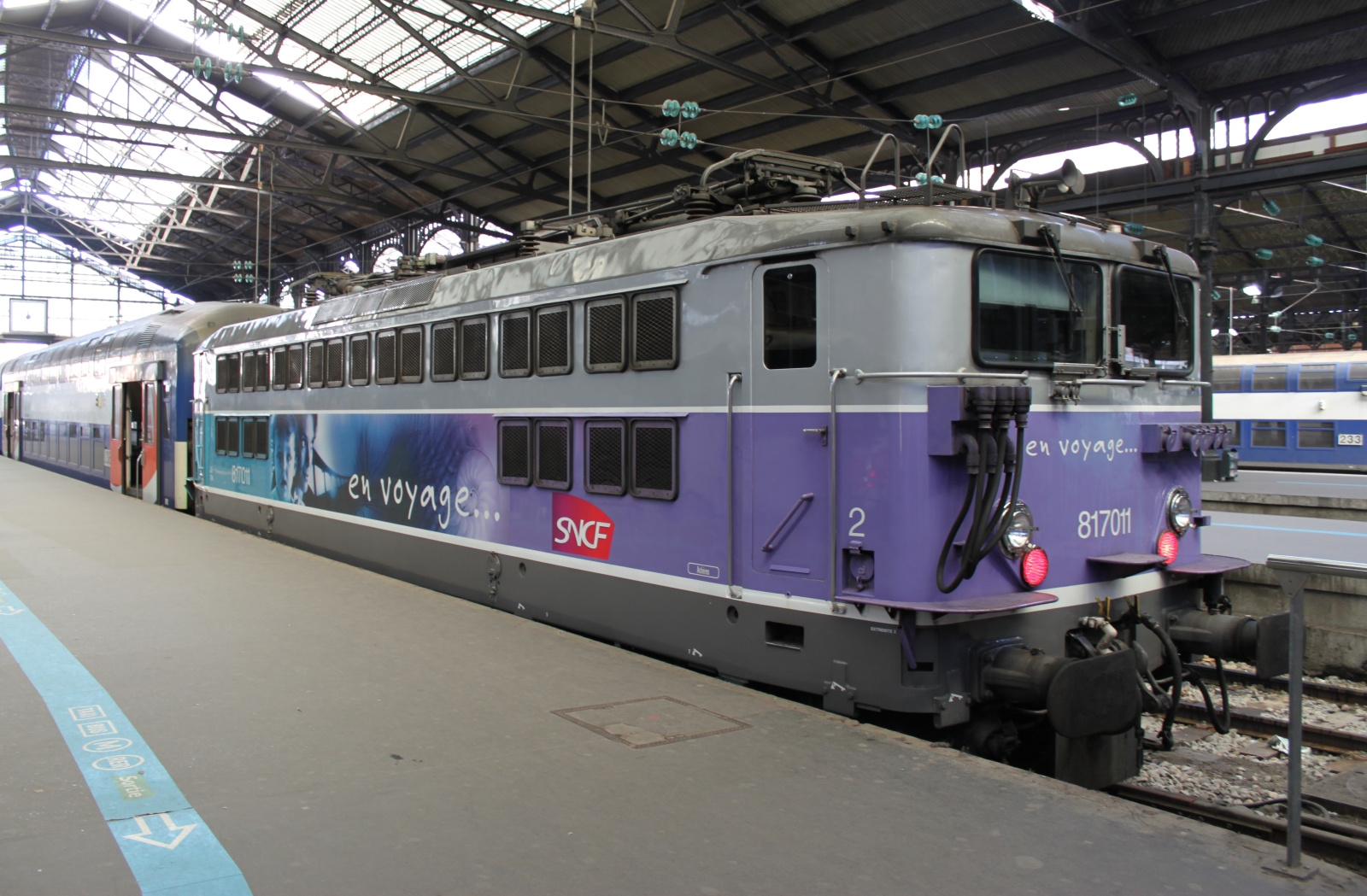
BB 17000.
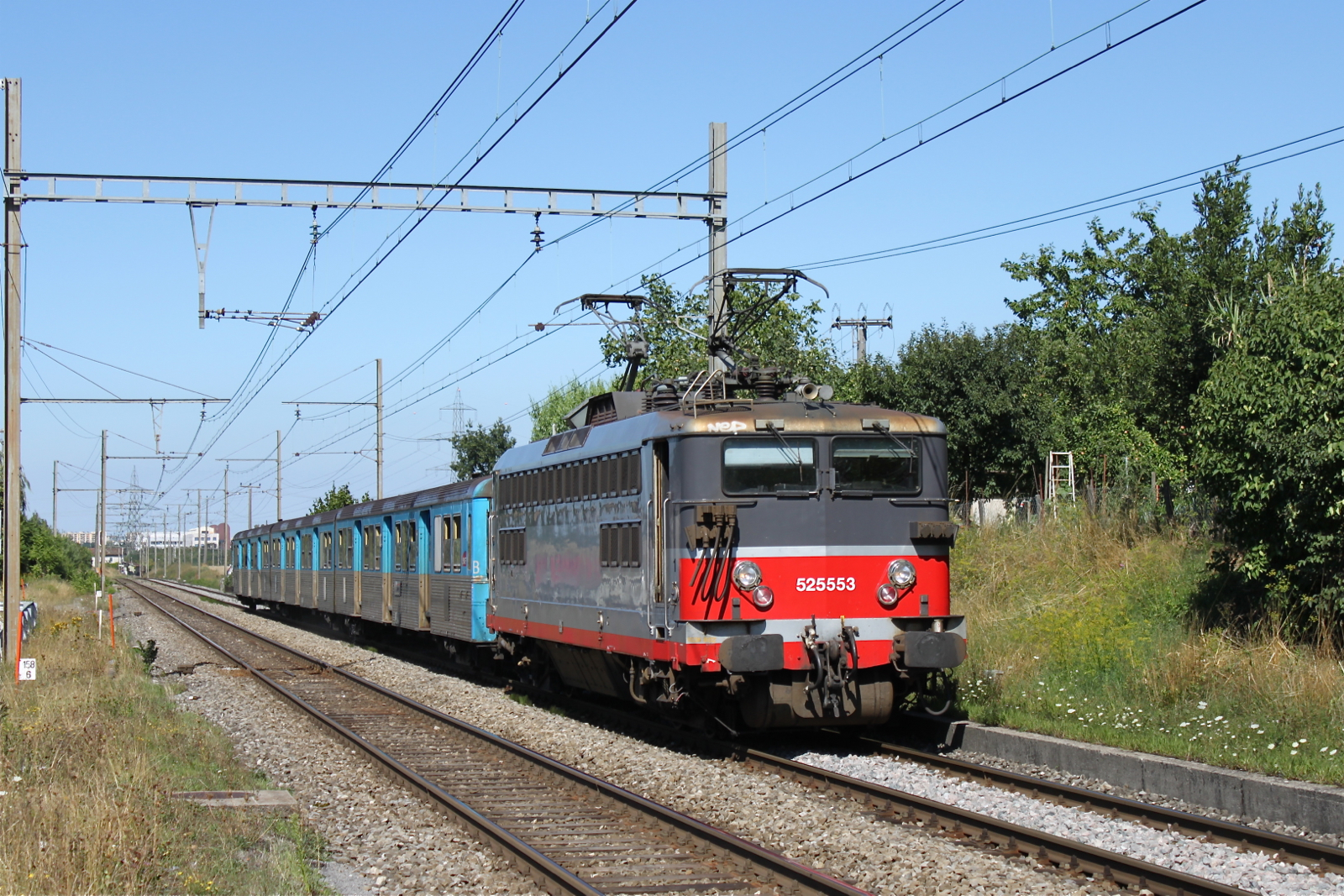
BB 25500 (châssis court).
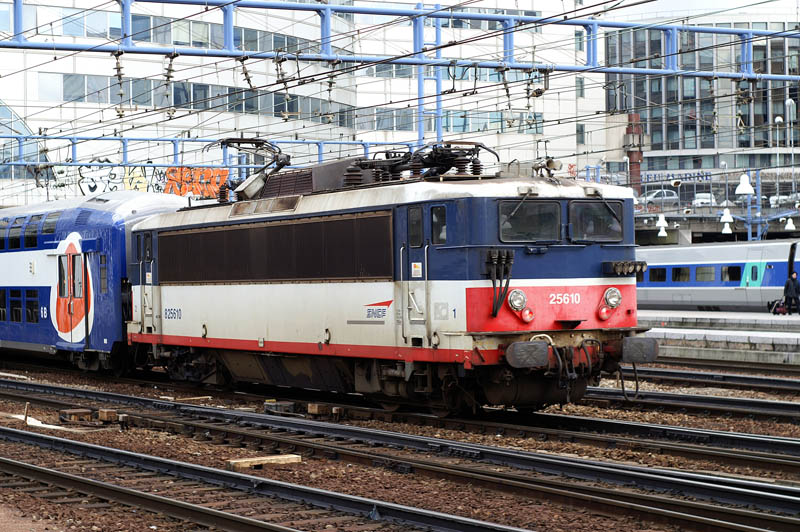
BB 25500 (châssis long).
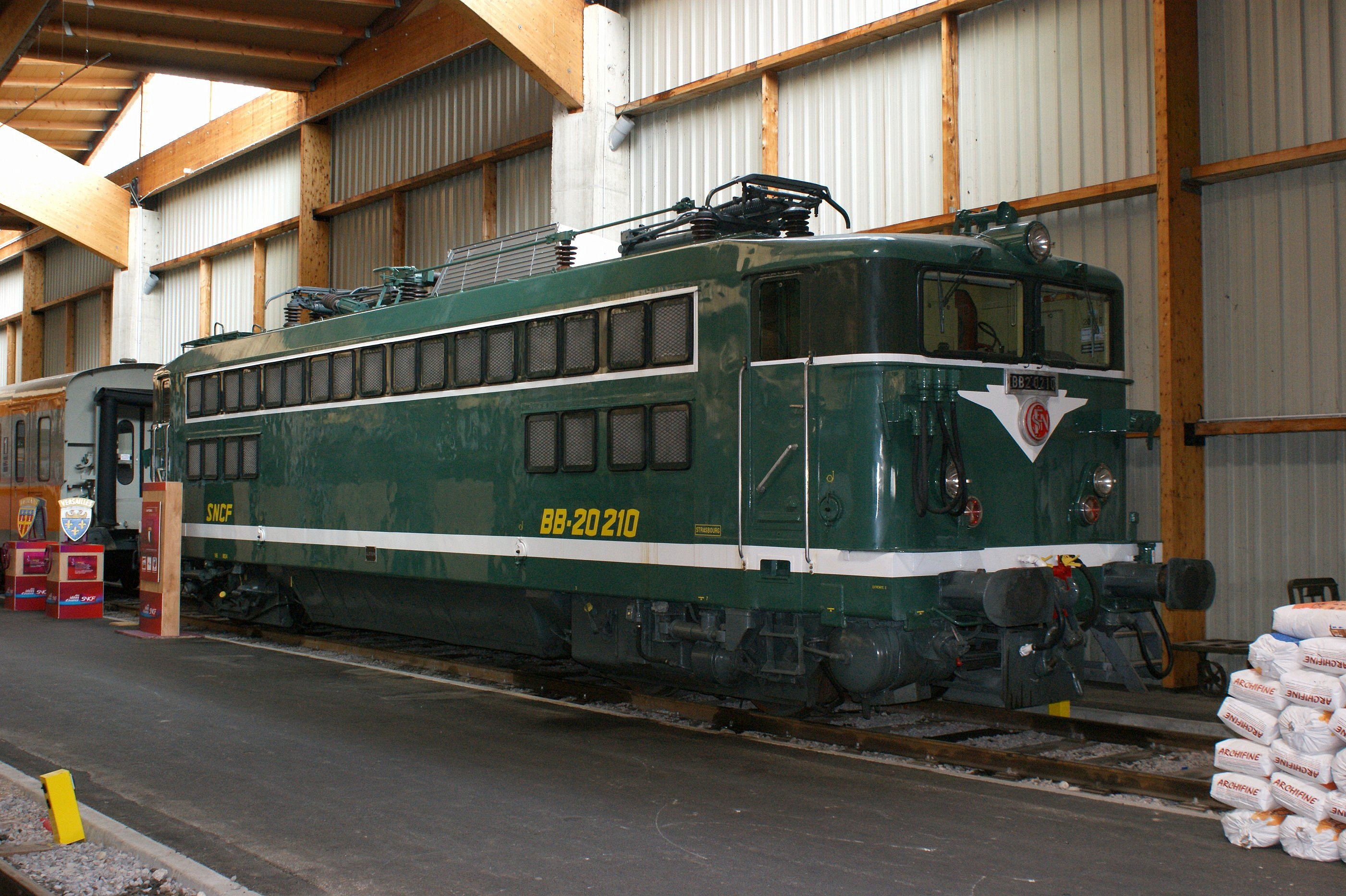
BB 20200.
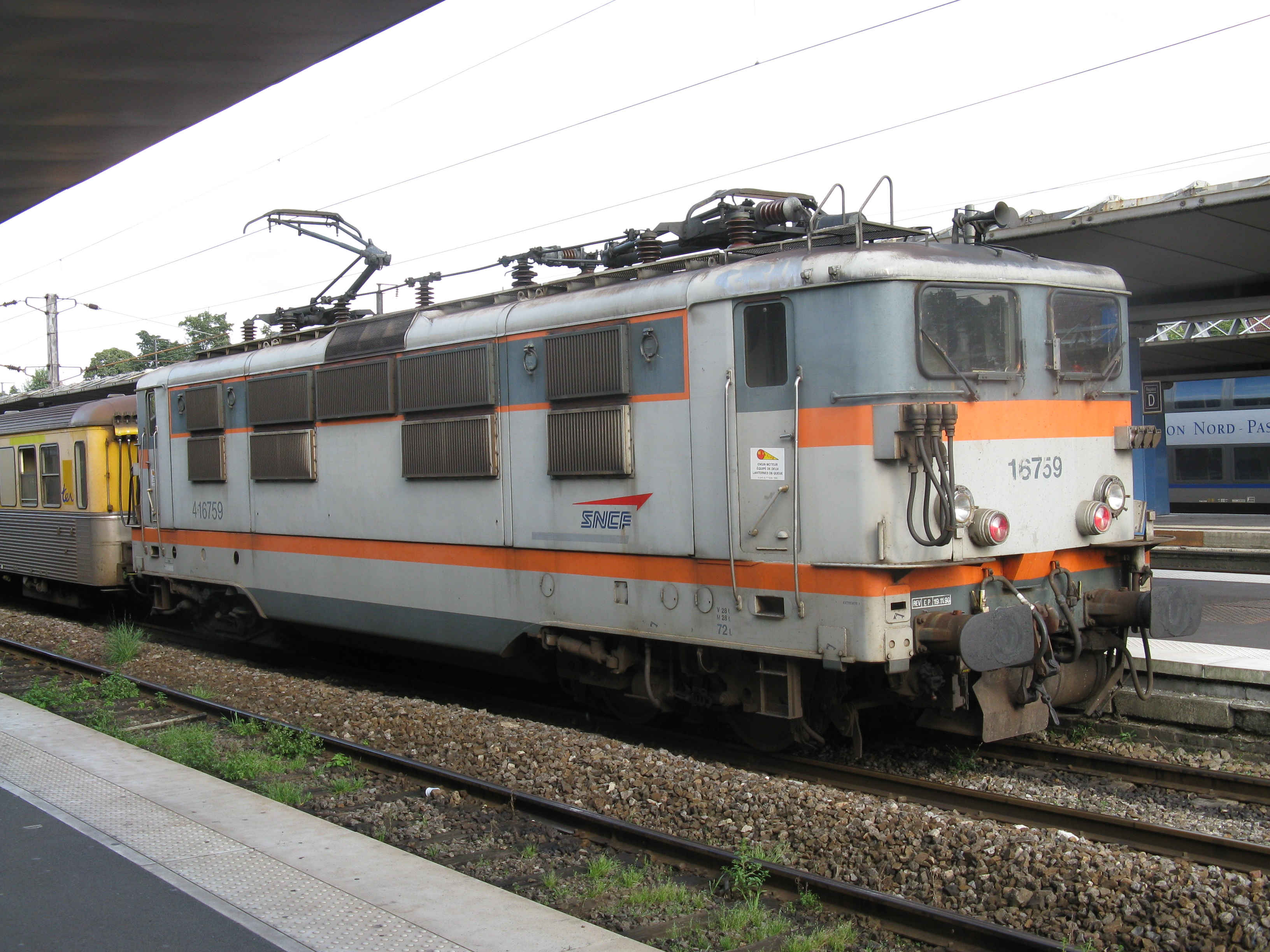
BB 16500 (persiennes modifiées).